# Гіршфельд Анатолій Мусійович
Гіршфельд Анатолій Мусійович — український політик, народний депутат України.

## Освіта
1980 р. — закінчив Харківський інститут радіоелектроніки

## Трудова діяльність
1980 р. — інженер у Харківському центральному конструкторсько-технологічному бюро
1985 р. — старший науковий співробітник лабораторії агрофізики, старший інженер лабораторії біофізики в Українському науково-дослідному інституті овочівництва і баштанництва
1988 р. — старший інженер групи агрофізики ґрунтів Кримського науково-виробничого об'єднання
1990 р. — керівник виробничого кооперативу «Ельф»
1992 р. — директор виробництва виробничо-комерційного підприємства «Акцептор ЛТД»
1995 р. — обраний генеральним директором, потім — президентом АТ «УПЕК»
2002 р. — народний депутат і почесний президент АТ «УПЕК», член Народної партії
2006 р. — президент індустріальної групи «Українська промислова енергетична компанія»
З жовтня 2008 р. — голова ради Об'єднання організацій роботодавців Харківської області та голова правління Харківської обласної організації роботодавців «Граніт»
З листопада 2010 р. — заступник голови Ради Федерації роботодавців України
З 2010 р. член робочої групи «Технологічна модернізація економіки і розвиток інфраструктури» Харківського регіонального Комітету з економічних реформ Харківської облдержадміністрації
З лютого 2011 р. ввійшов до складу робочої групи з підготовки проєкту Стратегії розвитку міста Харкова до 2020 р.
У червні 2011 р. — обраний членом-кореспондентом Інженерної академії України
На парламентських виборах 2012 р. висунутий кандидатом у депутати Верховної Ради України від Партії регіонів по одномандатному мажоритарному виборчому округу № 179. За результатами голосування отримав перемогу набравши 45,16 % голосів виборців.
Заступник голови Комітету Верховної Ради України з питань інформатизації та інформаційних технологій.

## Державні нагороди
- Орден «За заслуги» II ст. (2 вересня 2009) — за вагомий особистий внесок у розвиток підприємництва та ринкової інфраструктури в Україні, значні досягнення у професійній діяльності та з нагоди Дня підприємця[6]
- Орден «За заслуги» III ст. (21 січня 2005) — за вагомий особистий внесок у соціально-економічний і культурний розвиток України, вагомі досягнення у професійній діяльності, багаторічну сумлінну працю[7]